# 키라 이바노바
키라 발렌티노프나 이바노바(러시아어: Кира Валентиновна Иванова, 1963년 1월 10일 - 2001년 12월 18일)는 러시아의 피겨 스케이팅 선수였다. 그녀는 1984년 사라예보 동계 올림픽에서 동메달을 획득했다.

## 선수 경력
이바노바는 1978년 세계 주니어 선수권 대회에서 은메달을 획득했다. 그녀는 1979년 세계 선수권 대회에서 시니어 무대에 데뷔했고 18위를 했다. 이바노바는 1980년 동계 올림픽에서 16위를 했다.